# 1er Bureau central du Parti communiste chinois

Le 1er Bureau central du Parti communiste chinois (en chinois : 中国共产党第一届中央局) est élu par le 1er congrès national du Parti, à Jiaxing (dans la province du Zhejiang), le 31 juillet 1921.

## Historique
Le Parti communiste chinois est fondé par treize membres pour 53 adhérents dans l'ensemble de la Chine. Les deux plus importants personnages sont Chen Duxiu et Li Dazhao. Chen Duxiu est le principal porte-parole du mouvement du 4 mai 1919. Mao Zedong fait partie des treize membres fondateurs en tant que dirigeant politique de la province du Hunan, mais il n’a pris aucune part aux débats, face aux autres participants impliqués depuis plus longtemps que lui dans la cause révolutionnaire. Chen Duxiu devient le secrétaire général, au sein du 1er Bureau central du Parti.

## Membres
- Chen Duxiu, secrétaire général
- Zhang Guotao, directeur de l'Organisation
- Li Dazhao (李达), directeur de la Propagande.